# Kärlek och andra katastrofer
Kärlek och andra katastrofer är Carl-Johan Vallgrens tredje album. Det släpptes 2001. Producerad av Patrik Boman, Peter Nordahl och Pål Svenre. Melodierna "Allt är kvinnornas fel" och "Kärlekens katastrofer", den senare en duett med Gertrud Stenung, testades på Svensktoppen den 22 september 2001 respektive 24 november 2001, men ingen av dem lyckades ta sig in på listan.

## Låtar
1. Mambo Viagra
2. Det finns inga regler i kärlek och krig
3. Varför jag inte kan gifta mig med dig
4. Allt är kvinnornas fel
5. Psycholover
6. Rumba för positivt tänkande
7. Yngsjö-Leningrad t.o.r / Fotbollsresan
8. Kärlekens katastrofer
9. Hon är inte som de andra
10. Linnea, när du kommer tillbaka
11. Betraktelser under ett täcke av snö
12. När jag är död
13. Vad skall du med kärlek?